# Kreuz der Gewalt
Kreuz der Gewalt ist ein US-amerikanisches Fernsehfilmdrama aus dem Jahre 1981 von Herbert Wise mit Danny Kaye in einer hochdramatischen Rolle eines KZ-Überlebenden, der in seiner Heimatstadt Skokie „mit massivem Einsatz einen drohenden Aufmarsch amerikanischer Neonazis gegen die jüdische Kleinstadtbevölkerung“ zu verhindern sucht. Der Film ist einer wahren Begebenheit nachempfunden.

## Handlung
USA 1977. Die Kleinstadt Skokie im US-Bundesstaat Illinois liegt direkt am nördlichen Rand der Metropole Chicago. Der Ort besitzt eine sehr große jüdische Gemeinde, und nach Ende des Zweiten Weltkriegs haben sich hier auch eine nicht unerhebliche Anzahl von Überlebende des Holocausts niedergelassen. Unter ihnen befindet sich auch der schon recht betagte Max Feldman, der in den deutschen Konzentrationslagern mehrere Angehörige verloren hatte. Feldman ist außer sich, als er eines Tages erfährt, dass die National Socialist Party of America, eine Abspaltung der American Nazi Party, unter der Führung des bulligen Judenhassers Frank Collin diese bislang sehr ruhige Kleinstadt für einen Aufmarsch seiner Anhänger missbrauchen will. Sofort setzt Feldman Himmel und Hölle in Bewegung, um diese unerträgliche Provokation gegenüber den hier ansässigen Juden zu verhindern. Doch Max muss allerlei Widerstände überwinden, im Innern der jüdischen Gemeinde ebenso wie bei den Behörden und Gerichten. Seine jüdischen Freunde Bert Silverman und Abbot Rosen etwa finden, dass man diese Nazi-Provokation einfach ignorieren und lediglich dafür sorgen sollte, dass niemand zu dieser Versammlung hingeht. Damit würde man auch den Medien keine Plattform geben, großartig über diesen abscheulichen Aufmarsch zu berichten.
Feldman ist jedoch strikt dagegen, diese Gefahr zu bagatellisieren. Er findet, dass man unbedingt den Anfängen wehren sollte und erinnert daran, dass man ihm auch vor 40 Jahren in Deutschland geraten hatte, die Nazis zu ignorieren. Die Konsequenzen seien bekannt. Auch von staatlicher Seite kommt nicht allenthalben der erwartete Zuspruch. Zwar beschließt der Bürgermeister der Stadt, des lieben Friedens Willen den Aufmarsch in Skokie zu verbieten, doch berufen sich seine braunen Gegenspieler auf den 1. Zusatzartikel zur Verfassung der Vereinigten Staaten, demzufolge eine Versammlungsfreiheit niemals einzuschränken sei, und sorgen darüber hinaus für reichlich Publizität, um ihr verbrieftes Versammlungsrecht durchzusetzen. Collin besitzt sogar die Impertinenz, seine Rechte von einem jüdischen ACLU-Anwalt, Aryeh Neier, einklagen zu lassen. Erst jetzt beschließen die meisten jüdischen Einwohner Skokies, Max Feldman nicht mehr länger allein im Regen stehen zu lassen, und es formiert sich massiver Widerstand gegen die drohende, braune Gefahr. Feldman macht unmissverständlich klar, dass er sogar bereit ist, dass, wenn nötig, auch Blut fließen wird und er die Nazis mit einem Baseballschläger attackieren wird. ACLU-Anwalt Herb Lewisohn, der Vertreter der jüdischen Gemeinde, versucht derweil, Collins juristische Absichten als einen bewussten Akt des Missbrauchs des ersten Zusatzartikels offenzulegen. Collins Truppe kann schließlich ihren Marsch durch Skokie abhalten, doch werden sie eingerahmt von zahlreichen, sie anstarrenden Bürgern Skokies, die keinen Hehl daraus machen, dass der braune Mob hier unerwünscht ist.

## Produktionsnotizen
Der von einem privaten Fernsehsender hergestellte Film wurde am 17. November 1981 in den USA erstmals ausgestrahlt. In Deutschland erlebte der Streifen am 2. März 1997 im ZDF seine Premiere.
Während das Gros der Rollen (darunter auch Max Feldman) fiktiv ist, sind andere (Frank Collin, Aryeh Neier und Sol Goldstein) reale Figuren vom Skokie-Zwischenfall des Jahres 1977.

## Auszeichnungen
- Danny Kaye, der hier seine letzte Filmrolle spielte, erhielt für seine schauspielerische Leistung 1982 eine Nominierung für den Golden Globe. Weitere Primetime-Emmy-Nominierungen gab es für Regisseur Herbert Wise, den Produzenten Robert Berger, den Herstellungsleiter Herbert Brodkin und den Drehbuchautoren Ernest Kinoy.
- Die Directors Guild of America verlieh Wise 1982 den DGA Award.
- Die Writers Guild of America verlieh Kinoy 1983 den WGA Award.

## Kritiken
„Kaye … in seiner wohl dramatischsten Rolle, zugleich seine beste darstellerische Leistung als seriöser Charakterinterpret.“

„Danny Kaye liefert einen schneidenden Auftritt als ein Überlebender eines Konzentrationslagers … Überdurchschnittlich.“

„Überlange, aber ergreifende Studie, die von guten Darstellern getragen wird.“